# Gymnastique artistique aux Jeux méditerranéens de 2022
Navigation
Tarragone 2018
Les épreuves de gymnastique artistique des Jeux méditerranéens de 2022 ont lieu à Oran, en Algérie, du 26 juin au 29 juin 2022.

## Podiums
| Épreuves                    | Or                                                                             | Argent                                                                                   | Bronze |
| --------------------------- | ------------------------------------------------------------------------------ | ---------------------------------------------------------------------------------------- | --- |
| Hommes                      |                                                                                |                                                                                          | |
| Concours par équipes        | Turquie Ferhat Arican Adem Asil Ibrahim Colak Sercan Demir Ahmet Onder         | Italie Nicola Bartolini Lorenzo Minh Casali Laïc Giannini Matteo Levantesi Marco Lodadio | France Cameron-Lie Bernard Edgar Boulet Mathias Philippe Léo Saladino Julien Saleur                          |
| Concours général individuel | Adem Asil (TUR)                                                                | Joel Plata (ESP)                                                                         | Mários Georgíou (CYP)                                                                                        |
| Sol                         | Nicola Bartolini (ITA)                                                         | Ahmet Onder (TUR)                                                                        | Adem Asil (TUR)                                                                                              |
| Cheval d'arçons             | Mateo Žugec (CRO)                                                              | Jakov Vlahek (CRO)                                                                       | Ferhat Arican (TUR)                                                                                          |
| Anneaux                     | Ibrahim Colak (TUR)                                                            | Adem Asil (TUR)                                                                          | Ali Zahran (EGY)                                                                                             |
| Saut de cheval              | Adem Asil (TUR)                                                                | Nicola Bartolini (ITA)                                                                   | Matteo Levantesi (ITA)                                                                                       |
| Barres parallèles           | Ferhat Arican (TUR)                                                            | Matteo Levantesi (ITA)                                                                   | Cameron-Lie Bernard (FRA)                                                                                    |
| Barre fixe                  | Mários Georgíou (CYP)                                                          | Adem Asil (TUR)                                                                          | Ahmet Onder (TUR)                                                                                            |
| Femmes                      |                                                                                |                                                                                          | |
| Concours par équipes        | Italie Martina Maggio Asia D'Amato Alice D'Amato Angela Andreoli Giorgia Villa | France Lorette Charpy Carolann Héduit Djenna Laroui Célia Serber Morgane Osyssek-Reimer  | Espagne Laura Casabuena García Emma Fernández Sola Lorena Medina Cobos Claudia Villalba Coronas Alba Petisco |
| Concours général individuel | Martina Maggio (ITA)                                                           | Asia D'Amato (ITA)                                                                       | Carolann Héduit (FRA)                                                                                        |
| Saut de cheval              | Asia D'Amato (ITA)                                                             | Morgane Osyssek-Reimer (FRA)                                                             | Angela Andreoli (ITA)                                                                                        |
| Barres asymétriques         | Giorgia Villa (ITA)                                                            | Martina Maggio (ITA)                                                                     | Ana Filipa Martins (POR)                                                                                     |
| Poutre                      | Martina Maggio (ITA)                                                           | Asia D'Amato (ITA)                                                                       | Carolann Héduit (FRA)                                                                                        |
| Sol                         | Asia D'Amato (ITA)                                                             | Martina Maggio (ITA)                                                                     | Morgane Osyssek-Reimer (FRA)                                                                                 |

## Tableau des médailles
Légende
 *  Pays organisateur
| Rang  | Nation   | Or | Argent | Bronze | Total |
| ----- | -------- | -- | ------ | ------ | ----- |
| 1     | Italie   | 7  | 7      | 2      | 16    |
| 2     | Turquie  | 5  | 3      | 3      | 11    |
| 3     | Croatie  | 1  | 1      | 0      | 2     |
| 4     | Chypre   | 1  | 0      | 1      | 2     |
| 5     | France   | 0  | 2      | 5      | 7     |
| 6     | Espagne  | 0  | 1      | 1      | 2     |
| 7     | Portugal | 0  | 0      | 1      | 1     |
| -     | Égypte   | 0  | 0      | 1      | 1     |
| Total | Total    | 14 | 14     | 14     | 42    |